# DP-Lager Feldafing
Das DP-Lager Feldafing war ein Auffanglager zur Unterbringung so genannter Displaced Persons (DP) in Feldafing (Landkreis Starnberg) nach dem Ende des Zweiten Weltkrieges.

## Das Lager
Das Lager am Starnberger See bestand aus ehemaligen Baracken der Hitlerjugend-Sommerlager, von der US-Armee requirierten Privathäusern sowie der ehemaligen Reichsschule Feldafing und den dazugehörigen Baracken des Außenlagers des Konzentrationslagers Dachau.

## Geschichte
Nach dem Zweiten Weltkrieg gehörte Feldafing zur Amerikanischen Besatzungszone. Die amerikanische Militärverwaltung richtete ab 1. Mai 1945 in Feldafing ein DP-Lager ein zur Unterbringung Überlebender der nationalsozialistischen Konzentrationslager. Im Rahmen der Befreiung des Konzentrationslagers Dachau und nach der Evakuierung weiterer Konzentrationslager in Süddeutschland waren die ersten Bewohner auf einem Todesmarsch von der US-Armee befreit worden. Die Mehrzahl von ihnen stammte aus Ungarn und Polen.
Mit der Zeit kamen immer mehr jüdische Überlebende des Holocaust nach Feldafing, so dass das Lager ab Juli 1945 zum ersten Jewish Displaced Person Center erklärt wurde. Die nichtjüdischen DPs wurden auf andere DP-Lager verteilt.
Es wurden die Sportvereine Makabi Feldafing und Hapoel Feldafing sowie die Lagerzeitungen Dos Fraje Wort, Dos jiddische Wort und Unterwegs ins Leben gerufen.
Das Lager wurde mehrfach von hochrangigen Repräsentanten der Alliierten, wie General Eisenhower und Vertretern jüdischer Organisationen, wie David Ben-Gurion besucht. Ab November 1945, nach der Veröffentlichung des Harrison-Reports, übernahm eine internationale Hilfsorganisation, die UNRRA (ab 1947 IRO), die Verwaltung aller DP-Lager in der amerikanischen Besatzungszone. Das Lager Feldafing wurde danach in weitgehender Selbstverwaltung von einem lokalen Rat geleitet. Als Zahlungsmittel wurden bis zum 31. Mai 1951 eigene Banknoten des JDC verwendet, der Feldafinger Dollar. Ein eigenes Lagergericht beschäftigte sich unter anderem mit der Erforschung der Hintergründe des Pogroms von Kielce. Zum Lager gehörten auch ein Kindergarten, eine Volksschule, eine Berufsschule, eine Bibliothek mit beachtenswerter Religionsbuchsammlung, ein Theater, eine Synagoge, ein Cheder, eine koschere Küche, eine Jeschiwa, eine Mikwe, eine Lagerpolizei sowie ein eigenes, im Herbst 1945 gegründetes Krankenhaus mit 1000 Betten, die vom JDC bereitgestellt wurden. Es existiert auch ein jüdischer Friedhof mit 112 Gräbern neben dem christlichen Friedhof.
Im Dezember 1951 kam das Lager unter deutsche Verwaltung und wurde zum Regierungslager für heimatlose Ausländer erklärt. Zu dieser Zeit befanden sich noch 1585 DPs im Lager. Das Lager Feldafing wurde im März 1953 aufgelöst.

## Bewohner

### Bewohnerentwicklung
| Monat          | Bewohner |
| -------------- | -------- |
| November 1945  | 3500     |
| Januar 1946    | 3700     |
| Mai 1946       | 3821     |
| August 1946    | 4200     |
| Dezember 1946  | 4014     |
| Februar 1947   | 3964     |
| Juli 1947      | 3877     |
| September 1947 | 4034     |
| Januar 1948    | 3847     |
| Oktober 1948   | 2887     |
| Dezember 1948  | 2594     |
| Februar 1951   | 1855     |

Zeitweise waren bis zu 6000 Personen gleichzeitig untergebracht.

### Bekannte Bewohner
Die Autorin Lily Brett wurde am 5. September 1946 im DP-Lager geboren.
Der australische Unternehmer Manny Stul wurde 1949 im DP-Lager geboren. 2016 wurde er World Entrepreneur of the Year.